# Bandyta (film 1997)
Bandyta (inne tytuły: niem. Brute, ang. Bastard) – polsko-brytyjsko-niemiecko-francuski film fabularny z 1997 roku w reżyserii Macieja Dejczera.

## Obsada
- Til Schweiger – jako Brute
- Polly Walker – jako Mara
- Pete Postlethwaite – jako Sincai
- John Hurt – jako Babits
- Ida Jabłońska – jako Elena
- Bartek Pieniążek – jako Moscu
- Wojciech Brzeziński – jako Iorgu
- Andrzej Grąziewicz

## Opis fabuły
Akcja filmu zaczyna się w Londynie, ale reszta filmu rozgrywa się w Rumunii. Główny bohater Brutecki (Til Schweiger) jest wielokrotnym recydywistą. W końcu naczelnik więzienia wysyła go na nowo utworzony program resocjalizacji do Rumunii, w której ma pracować jako członek personelu szpitalnego domu dla sierot. Poznaje tam pielęgniarkę, a jego myśli o ucieczce odchodzą na dalszy plan. Równolegle odkrywa nielegalny proceder. Prowadzący dom sierot sprzedają dzieci małżeństwom z Zachodu. Na początku buntuje się, ale z czasem dostrzega, że to dla tych dzieci jedyna szansa na lepsze życie, a dla pozostałych pieniądze na niezbędne leki i sprzęt medyczny. Jednak u pewnej młodej Cyganki operacja wady serca wymaga sztucznej zastawki, która jest bardzo droga. Lekarze oraz Brute muszą zmagać się ze swoim sumieniem i podejmować najtrudniejsze decyzje.

## Informacje dodatkowe
- Film kręcono od 21 kwietnia do 15 czerwca 1996.
- Wcielająca się w rolę Mary aktorka Polly Walker nauczyła się kilku słów w języku rumuńskim i w dialekcie romskim.
- Zdjęcia kręcono w Wielkiej Brytanii i w Polsce: Warszawa (Szpital Wolski). Za rumuńskie krajobrazy górskie posłużyły plenery Bieszczadów (Połonina Wetlińska, okolice Komańczy)[2].
- Niemieckie wydanie filmu ma inne zakończenie niż polskie czy francuskie oraz drobne różnice w fabule[3].
- w filmie pojawia się rozbierana scena z udziałem Idy Jabłońskiej, która wówczas na planie miała 12 lat, co czyni ją jedną z najmłodszych polskich aktorek, które brały udział w takiej scenie w polskim filmie kinowym[4]

## Nagrody
- 1997 – 22. Festiwal Polskich Filmów Fabularnych w Gdyni:
  - scenariusz: Cezary Harasimowicz
  - główna rola męska: Til Schweiger
  - muzyka: Michał Lorenc
  - dźwięk: Piotr Knop, Aleksander Gołębiowski, Mariusz Kuczyński